# Kikwit
Kikwit város a Kwilu tartomány (a korábbi Bandundu tartomány) legnagyobb városa, mely a Kongói Demokratikus Köztársaság délnyugati részében a Kwilu folyó partján fekszik. Lakossága a 2004-es népszámlálás adatai szerint 294 210. A város fontos kereskedelmi és adminisztratív központ. A város népitáncáról ismert, melyet a Bapende táncosok táncolnak. A Bapende táncosok a tartomány Gungu városából és annak környékéről származnak, a tánchoz hagyományos öltözetet viselnek, mely színes maszkokból és raffia ruhából áll. A városban repülőtér és stadion is található. Az új alkotmány életbe lépése után, 2009 februárjától Kikwit Kwilu tartomány fővárosa.

## Története
Kikwit városa a Kwilu folyó legtávolabbi hajózható pontján fekszik. Fekvése miatt már a belga gyarmati időkben is fontos kereskedelmi központ volt. A fővárostól, Kinshasától 650 km-re keletre fekszik, termékeny mezőgazdasági terület veszi körül. Lakóinak száma már 1986-ban meghaladta a 350 000-t. A város 1903 óta püspöki székhely is. Az 1920-as évektől hittérítők is laknak a városban.
1995-ben a városban kitört a halálos ebola járvány, mely 233 áldozatot követelt.

## A népesség változása
- 1943.: 3675
- 1950.: 8588
- 1970.: 100 000
- 2004.: 294 210

## Területi felosztása
Kikwit városa négy önkormányzatra oszlik, ezek a következők:
- Kazamba
- Lukemi
- Lokolela
- Nzinda